# Алекс Цісар
Алекс Цісар (словен. Alex Cisar; нар. 5 квітня 2000) — словенський біатлоніст.

## Життєпис
Народився у місті Крань (Словенія). Його мати — словенка, а батько — чех, тому має подвійне громадянство Словенії і Чехії.
Ще в дитячому віці почав займатися тенісом, входив до п'ятірки кращих тенісистів Словенії у своїй віковій категорії. Також випробовував себе у баскетболі, пляжному волейболі, легкій атлетиці.
З травня 2012 року почав займатися біатлоном у спортивному клубі «TSK Triglav Kranj». Після вдалого сезону 2013—2014 року був включений до юнацької збірної Словенії. У сезоні 2014—2015 року він виграв всі значні національні змагання серед юнаків: літній і зимовий чемпіонати, кубок країни.
У 2016 році дебютував на юніорському чемпіонаті світу з біатлону в Кейле-Гредіштей (Румунія), де посів 35-те місце в індивідуальній гонці, 14-те — у спринті та 13-те — у гонці переслідування. Це був найкращий виступ серед юнаків 2000 року народження.

## Основні досягнення
- Кубок світу з біатлону серед юніорів 2017—2018:
  -  Срібло — індивідуальна гонка 15 км (15.12.2017, Рачинес);
  -  Бронза — спринт 10 км (26.01.2018, Нове Место).
- Чемпіонат світу з біатлону серед юніорів 2019 (Осрбліє, Словаччина):
  -  Срібло — естафета 3×7.5 км (29.01.2019);
  -  Золото — спринт 7.5 км (01.02.2019);
  -  Золото — гонка переслідування 10 км (03.02.2019).
- Чемпіонат світу з біатлону серед юніорів 2020 (Ленцергайде, Швейцарія):
  -  Бронза — гонка переслідування 12 км (02.02.2020).
- Чемпіонат світу з біатлону серед юніорів 2021 (Обертілліях, Австрія):
  -  Срібло — індивідуальна гонка 15 км (28.02.2021).